# Бургуста (посёлок)
Бургуста́ (калм. Бурһуста) — посёлок в Целинном районе Калмыкии, в составе Хар-Булукского сельского муниципального образования. Расположен в 18 км к западу от города Элиста.
Население — 202 человек (2012)

## Физико-географическая характеристика
Посёлок расположен на юго-западе Целинного района в пределах Ергенинской возвышенности, являющейся частью Восточно-Европейской равнины. Средняя высота над уровнем моря — 145 м. Рельеф местности равнинный. Посёлок вытянут с запада на восток параллельно руслу реки Бургуста, протекающей в полукилометре к югу. К востоку от посёлка расположена балка Лозовая, в которой создан пруд. В километре к юго-западу расположен пруд Гусиный.
По автомобильной дороге расстояние до столицы Калмыкии города Элиста (центра города) составляет 18 км, до районного центра посёлка Троицкое — 30 км, до административного центра сельского поселения посёлка Хар-Булук — 15 км. К посёлку имеется асфальтированный подъезд от региональной автодороги Элиста — Ремонтное (6 км).(2 км заасфальтировано, 4 км щебёнка)
Согласно классификации климатов Кёппена-Гейгера посёлок находится в зоне континентального климата с относительно холодной зимой и жарким летом (индекс Dfa). В окрестностях посёлка распространены светлокаштановые почвы различного гранулометрического состава в комплексе с солонцами.

## Этимология
Название населённого пункта калм. Бурһуста переводится как «вербовый», «место, где растёт верба» (от калм. бурһусан — верба. Скорее всего, название посёлка производно от названия балки, в которой он расположен.

## История
Дата основания не установлена. Впервые отмечен на немецкой карте 1941 года как посёлок полевой станции. После выселения калмыцких семей посёлок назывался Лозовой.
В 1961 году указом Президиума Верховного Совета РСФСР поселок Лозовой переименован в Бургуста.

## Население
| 2002 | 2010 | 2012 |
| ---- | ---- | ---- |
| 224  | ↘196 | ↗202 |

Национальный состав
Согласно результатам переписи 2002 года большинство населения посёлка составляли русские (40 %), калмыки (27 %) и чеченцы (27 %).
| Национальность | Численность (2010) | Процент |
| -------------- | ------------------ | ------- |
| Калмыки        | 107                | 55,2%   |
| Русские        | 76                 | 39,2%   |
| Казахи         | 4                  | 2,1%    |
| Украинцы       | 4                  | 2,1%    |
| Чеченцы        | 3                  | 1,5%    |
| Всего          | 194                | 100%    |

## Социальная инфраструктура
В посёлке действует Бургустинская основная (неполная) средняя школа (закрыта с октября 2012 года), фельдшерско-акушерский пункт (в посёлке Хар-булук).